# Alessio Galletti
Alessio Galletti (26 maart 1968 – 15 juni 2005) was een Italiaanse wielrenner.

## Carrière
De in Cascina bij Pisa geboren Galletti werd pas relatief laat, in 1994, professional. Hij reed zijn hele carrière voor Italiaanse ploegen waarin hij voornamelijk als knecht werkte, voor onder meer Mario Cipollini. Driemaal mocht Galletti zelf met de bloemen zwaaien: een etappe in de Ronde van de Ain in 1998, een etappe in de Tour Down Under in 2001 en de Grote Prijs Fred Mengoni in 2003. 
In 2004 werd Galletti door zijn team Domina Vacanze geschorst, vanwege vermeende betrokkenheid bij een omvangrijke dopingaffaire. Een jaar later reed hij bij het kleine Naturino - Sapore di Mare. 

## Overlijden
Tijdens de Spaanse wedstrijd Subida al Naranco werd hij vijftien kilometer voor de finish onwel. Hij werd met spoed naar het ziekenhuis van Oviedo vervoerd, waar werd geconstateerd dat hij aan een hartstilstand was overleden.

## Belangrijkste overwinningen
1998
- 3e etappe Ronde van de Ain

2001
- 3e etappe Tour Down Under

2003
- GP Fred Mengoni

## Resultaten in voornaamste wedstrijden
| Jaar | Ronde van Italië | Ronde van Frankrijk | Ronde van Spanje |
| ---- | ---------------- | ------------------- | ---------------- |
| 1994 |                  | opgave              |                  |
| 1995 |                  | 83e                 |                  |
| 1996 | 73e              |                     |                  |
| 1997 | opgave           |                     |                  |
| 1999 | 114e             |                     |                  |
| 2000 | 120e             |                     | opgave           |
| 2001 |                  |                     | opgave           |
| 2002 | 117e             |                     | opgave           |
| 2004 | 88e              |                     |                  |

| Jaar | Milaan-San Remo | Gent-Wevelgem |
| ---- | --------------- | ------------- |
| 1994 |                 |               |
| 1995 |                 |               |
| 1996 |                 | 108e          |
| 1997 |                 |               |
| 1999 |                 |               |
| 2000 | 138e            |               |
| 2001 |                 |               |
| 2002 | 163e            |               |
| 2004 | 118e            |               |